# 陈枫 (1968年)
陈枫（1968年7月—），福建连江人，中华人民共和国政治人物，現任中央人民政府駐香港特別行政區維護國家安全公署副署長。

## 生平
陈枫早年毕业于武警学院（今中国人民警察大学）外语系，后留学英国，取得基尔大学的犯罪学硕士学位。2008年起，陈枫始任职于福建省公安厅，曾担任公安厅指挥中心政委、警务保障部部长等职，2018年调往莆田市任莆田市人民政府副市长、公安局局长，2020年赴香港任中联办警务联络部部长，同时不再担任莆田市副市长、公安局局长。2024年9月升任中央人民政府駐香港特別行政區維護國家安全公署副署長。